# Алі Саїді-Сієф
Алі Саїді-Сієф  (лат. علي سعيدي سياف; нар. 15 березня 1978) — алжирський легкоатлет, олімпійський медаліст.

## Виступи на Олімпіадах
| Олімпіада   | Дисципліна         | Місце      |
| ----------- | ------------------ | ---------- |
| Сідней 2000 | біг на 5000 метрів | 2          |
| Афіни 2004  | біг на 5000 метрів | 10         |
| Пекін 2008  | біг на 5000 метрів | 12 h2 r1/2 |